# Station Bad Oeynhausen
Station Bad Oeynhausen (Bahnhof Bad Oeynhausen) is een spoorwegstation in de Duitse plaats Bad Oeynhausen, in de deelstaat Noordrijn-Westfalen. Het station ligt aan de spoorlijn Hannover - Hamm en heeft via Löhne aansluiting op de spoorlijn Löhne - Rheine.
Ongeveer 800 meter ten zuiden van het station ligt het station Bad Oeynhausen Süd, waardoor station Bad Oeynhausen ook wel Hauptbahnhof of Nordbahnhof wordt genoemd.

## Geschiedenis
De spoorlijn Hamm - Minden werd op 15 oktober 1847 door de Köln-Mindener Eisenbahn-Gesellschaft als laatste deel van de hoofdspoorlijn Deutz-Düsseldorf-Duisburg-Dortmund-Hamm geopend. Vanaf 1856 werd de spoorlijn ook gebruikt door de Hannoversche Westbahn (Löhne-Rheine) richting Osnabrück.
Het station werd tussen 1851 en 1854 gebouwd, als een klein station aan de Köln-Mindener Eisenbahn en kreeg daarbij een standaard station die hoort bij dit type: langgerekt gebouw met een entree hal in het midden, kantoor, bagage- en controleruimte evenals wacht- en zijruimtes. Het één- en twee etages tellende gebouw wordt vaak in drieën gedeeld. Het ontwerp van de buitenzijde van het gebouw wordt beïnvloed door het neoclassicisme.
In kader van de verdubbeling en ombouw van de Köln-Mindener Eisenbahnen werd het station in 1914 nog eenmaal aan het later viersporige traject, die op een verhoging loopt, aangepast.
Tot 2006 stopten ook ICE-treinen in het station. Om de stop van ICE treinen te behouden zouden de perrons verhoogd moeten worden. Alleen de stad wilde de kosten van de verhoging niet dragen, waardoor de bediening door ICE-treinen is vervallen.

## Stationsindeling

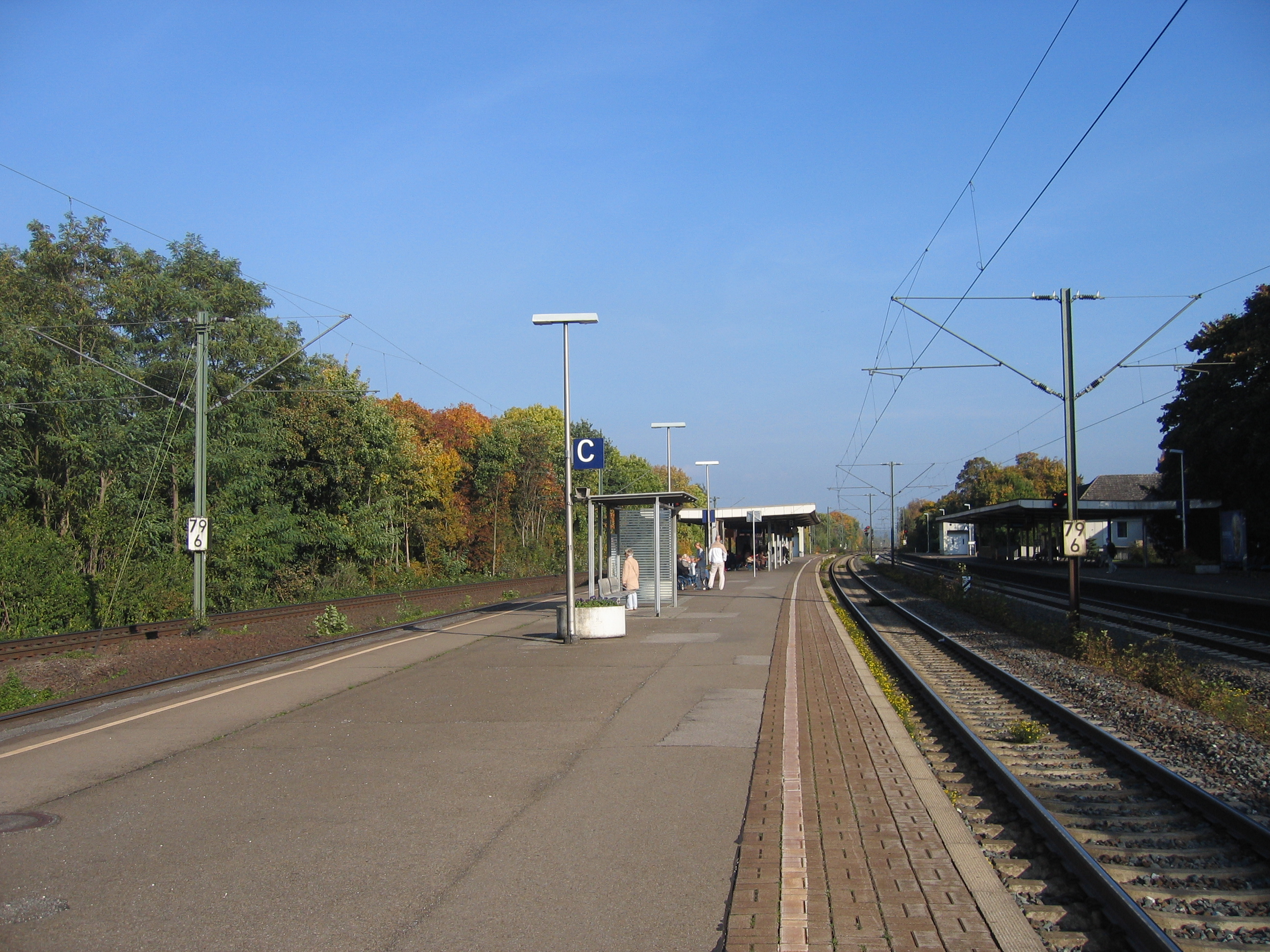
Blik over de perrons (2008)

Het viersporige traject is verdeeld in een reizigers- en een goederendeel, beide met twee sporen. Voor reizigerstreinen worden de sporen 1 en 2 gebruikt, spoor 3 dient als uitwijkspoor bij werkzaamheden en storingen. Station Porta Westfalica heeft alleen maar twee perronsporen, waardoor treinen die spoor 3 gebruiken (goederenspoor) moeten wisselen van spoor.
Bij het perron van spoor 1 ligt een parkeerplaats voor enkele voertuigen en daarbij een traploze toegang tot het perron. Het eilandperron is te bereiken via een trap en een lift. Vanaf de perrons van het busstation was er een tunnel naar de voormalige ingang. Deze is begin 2010 gesloten.
Het stationsgebouw werd in kader van het 3. Empfangsgebäudepaket NRW in 2013 verkocht.

## Verbindingen

### Treinverbindingen
De volgende treinseries doen station Bad Oeynhausen aan:
| Serie      | Treinsoort                          | Route | Bijzonderheden                                                                |
| ---------- | ----------------------------------- | --- | ----------------------------------------------------------------------------- |
| IC 55      | Intercity (DB Fernverkehr)          | Dresden Hbf – Riesa – Leipzig Hbf – Flughafen Leipzig/Halle – Halle (Saale) Hbf – Magdeburg Hbf – Braunschweig Hbf – Hannover Hbf – Bad Oeynhausen – Bielefeld Hbf – Hamm (Westf) – Dortmund Hbf – [ Hagen Hbf – Wuppertal Hbf – Solingen Hbf – Köln Hbf ] / [ Bochum Hbf – Essen Hbf – Mülheim (Ruhr) Hbf – Duisburg Hbf – Düsseldorf Hbf – Köln Hbf – Bonn Hbf – Koblenz Hbf – Mainz Hbf – Mannheim Hbf – Heidelberg Hbf – Stuttgart Hbf – Ulm Hbf – Memmingen – Kempten (Allgäu) Hbf – Immenstadt – Oberstdorf ] | 1x per dag Leipzig - Oberstdorf via Duisburg en Düsseldorf.                   |
| RE 6 (RRX) | Regional-Express (National Express) | Köln/Bonn Luchthaven – Köln Hbf – Neuss Hbf – Düsseldorf Hbf – Duisburg Hbf – Essen Hbf – Bochum Hbf – Dortmund Hbf – Hamm Hbf – Gütersloh Hbf – Bielefeld Hbf – Bad Oeynhausen – Minden (Westf) | Rhein-Weser-Express                                                           |
| RE 60      | Regional-Express (Westfalenbahn)    | Rheine – Osnabrück Hbf – Bünde (Westf) – Löhne (Westf) – Bad Oeynhausen – Minden (Westf) – Hannover Hbf – Lehrte – Braunschweig Hbf | Ems-Leine-Express 1x per twee uur                                             |
| RE 70      | Regional-Express (Westfalenbahn)    | Bielefeld Hbf – Herford – Löhne (Westf) – Bad Oeynhausen – Minden (Westf) – Hannover Hbf – Lehrte – Braunschweig Hbf | Weser-Leine-Express 1x per twee uur                                           |
| RE 78      | Regional-Express (eurobahn)         | Bielefeld Hbf – Herford – Löhne (Westf) – Bad Oeynhausen – Minden (Westf) – Nienburg (Weser) | Porta-Express 1x per twee uur, in het weekend enkele treinen Bielefeld-Minden |

### Andere vervoersverbindingen
Het station ligt centraal in het stadscentrum. Ongeveer 200 meter ten oosten van het stationsgebouw bevindt zich het busstation. Hier beginnen diverse regionale buslijnen naar onder anderen Porta Westfalica, Minden, Löhne, Schnathorst en Hille-Rothenuffeln. De stad wordt door stadsbus- en belbuslijnen ontsloten. Voor het stationsgebouw bevindt zich een taxistandplaats, in het gebouw een fietsenstalling.

## Faciliteiten
In het station bevindt zich een DB ReizeZentrum, een kiosk, een fietsenwinkel en een stationswerk. Het station heeft geen wc, de dichtstbijzijnde is in het busstation.
Dit station is in tegenstelling tot het zuidstation wel toegankelijk voor minder valide gebruikers. In station Bad Oeynhausen zijn liften geïnstalleerd, zodat ook rolstoelgebruikers het perron kunnen bereiken.